# پایانه اکباتان
پایانه اکباتان یا ترمینال اکباتان در خیابان اکباتان شهر همدان واقع شده و دارای مساحتی معادل ۱۵۱۷۰ مترمربع است. سرویس‌دهی این پایانه برون استانی بوده و روزانه ۳۰۰۰–۲۵۰۰ نفر مسافر از این پایانه جابجا می‌شوند. تعداد ۷ غرفه فروش بلیط شرکت‌های مسافربری در این پایانه فعالیت دارند.